# Булла-Регия
Булла-Регия (Bulla Regia) — восточная столица нумидийского царя Массиниссы, руины которой сохранились в 8 км к северу от тунисского города Джендуба. Западной столицей Нумидии была Цирта.
Булла-Регия, полностью отстроенная заново при Адриане, интересна тем, что ввиду сильного зноя дома и загородные виллы строились здесь на несколько этажей ниже уровня почвы. Город был уничтожен в византийские времена землетрясением. Погребёнными под завалами оказались небольшой амфитеатр, который поносит в одной из своих проповедей Августин Гиппонский, и многочисленные мозаики высочайшего качества, часть из которых перенесена археологами в один из музеев Туниса.